# The Neon God part 2 - The Demise
The Neon God: Part 2 - The Demise è un album degli W.A.S.P., pubblicato dall'inglese Sanctuary Records nel 2004. Come facilmente intuibile dal titolo, si tratta anche in questo caso di una rock opera, che porta alla conclusione la storia iniziata nel precedente The Neon God: Part 1 - The Rise.

## Tracce
1. Never Say Die – 4:40
2. Resurrector – 4:25
3. The Demise – 4:01
4. Clockwork Mary – 4:19
5. Tear down the Walls – 3:40
6. Come back to Black – 4:49
7. All my Life – 2:35
8. Destinies to come (Neon Dion) – 4:35
9. The Last Redemption – 13:39

## Formazione
- Blackie Lawless - voce, chitarra, tastiere
- Darrell Roberts - chitarra
- Mike Duda - basso, coro
- Frankie Banali - batteria
- Stet Howland - batteria, coro